# Uzun Hasan
Uzun Hasan (persky اوزون حسن‎, Ozon Hasan; ázerbájdžánsky Uzun Həsən); (1423 – 6. ledna 1478) byl zakladatel Akkojunluské říše a její sultán od roku 1453 až do své smrti. Je považován za velkou postavu ázerbájdžánských dějin, ale patří i do dějin Persie (Íránu), byť jako představitel cizí, turkické dynastie.

## Život a vláda
Velký turkický dobyvatel Tamerlán jmenoval Hasanova děda Karu Osmana Juluka správcem provincie Diyarbakır a přilehlého území. Zde o pár let později porazil Uzun Hasan Džahánšáha, vládce konkurenční Karakojunluské říše, a vytvořil rozlehlý stát zahrnující prostor mezi Středozemním a Kaspickým mořem. Podle Ambrose Contariniho, Benátčana, který působil jako vyslanec na akkojunluském dvoře, byl sultán hubený, sympatický muž a vládce velkého významu. Měl tatarské rysy, působil přátelským dojmem, a tak i mluvil. Z akkojunluského státu se za jeho vlády stala velmoc mezi Osmanským impériem na západě a tímúrovskými státy na východě – přesto však Uzun Hasan dvakrát podlehl v boji Osmanům (roku 1471 a 1473).
Uzun Hasan udržoval úzké styky s řeckým Trapezuntským císařstvím (posledním zbytkem někdejší Byzantské říše), nemohl však zabránit jeho dobytí osmanskými Turky v roce 1461. Během jeho vlády proběhla řada vojenských tažení, na posledním z nich, proti Gruzii, sultán onemocněl a roku 1478 v perském Tabrízu zemřel. 
Jeho nástupcem se stal jeden z mladších princů, Jákúb Beg.

## Rodina
Za svůj život zplodil Uzun Hasan 7 synů: Ogurlu Muhammada, Chalíla Mírzu, Masúda Bega, Jákúba Bega, Masíha Bega, Júsufa Bega a Zegnela. 
V roce 1458 si vzal za svou čtvrtou ženu řecko-gruzínskou princeznu Theodoru Komnenovnu (známou později spíše pod jménem Despina Chátún), dceru předposledního trapezuntského císaře Jana IV. Komnena. Z manželství vzešla dcera Álám, která se provdala za hlavu súfijského řádu safávíja, šejcha Hajdara ibn Džunajda a měla s ním syna Ismá‘íla I., zakladatele Safíovské říše v Íránu.